# August Apel
Johann August Apel (n. 17 septembrie 1771, Leipzig – d. 9 august 1816) a fost un jurist și scriitor german.

## Date biografice
August Apel a fost mezinul în familia primarului Heinrich Friedrich Innocentius Apel din Leipzig. El a terminat gimnaziul Thomas și a studiat între anii 1789 - 1793 dreptul la univeritatea din Leipzig și Wittenberg. În anul 1795 și-a luat doctoratul în drept, stabilindu-se ca avocat în Leipzig unde va ales în Consiliul Local al orașului. La început a scris drame, ulterior scrie poezii, nuvele și romane de groază cu stafii, folosind pseudonimul Friedrich Laun.

## Opere
- Polyidos (1805; Digitalizat)
- Die Aitolier (mit Anhang „Aforismen über Rhythmus und Metrum“ S. 156-188; 1806; Digitalisat)
- Kallirhoe (1806; Digitalisat)
- Kunz von Kaufungen (Trauerspiel 1809)
- Gespensterbuch (hrsg. mit Friedrich August Schulze; 5 Bände 1811-1815; Model pentru Der Freischütz în Vol. 1)
- Cicaden (Gedichte; 3 Bände 1810-1811; Bd. 1 Bd. 3)
- Metrik (2 volume 1814-1816; Bd. 1 Bd. 2 )
- Wunderbuch (hrsg. mit Friedrich August Schulze und Friedrich de la Motte Fouqué; 3 Bände 1815-1817)
- Zeitlosen (Erzählungen und Gedichte 1817; Digitalisat)